# Faustyn Pérez-Manglano Magro

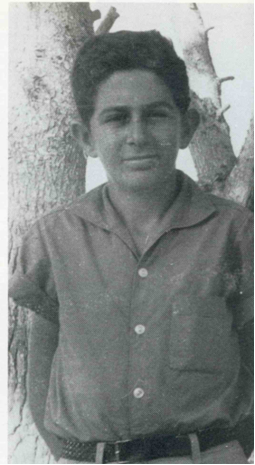
Faustyn Pérez-Manglano Magro (1946–1963)

Faustyn Pérez-Manglano Magro, właśc. Faustino Pérez-Manglano Magro (ur. 4 sierpnia 1946 w Walencji, zm. 3 marca 1963 tamże) – członek Zgromadzenia Maryi Niepokalanej (hiszp. Congregación-Estado de María Inmaculada, CEMI), hiszpański Sługa Boży Kościoła katolickiego.
Był zwykłym chłopcem, nie wyróżniał się wśród rówieśników. Całym sercem kochał Jezusa i Maryję. Pragnął zostać marianistą oraz świętym. Zmarł w wyniku choroby Hodgkina, na którą cierpiał.
Jego proces beatyfikacyjny rozpoczął się w 1986 roku.